# Mistrzostwa Europy w samolotowym lataniu rajdowym
Mistrzostwa Europy w samolotowym lataniu rajdowym rozgrywane są od 1994 roku. Mistrzostwa odbywają się na ogół co dwa lata pod auspicjami Międzynarodowej Federacji Lotniczej (FAI). 

## Medaliści mistrzostw Europy w samolotowym lataniu rajdowym

### Indywidualnie
| Rok i miejsce                      | Zwycięzca                            | 2. miejsce                           | 3. miejsce                           |
| ---------------------------------- | ------------------------------------ | ------------------------------------ | ------------------------------------ |
| I - 1994 - ?                       | Wacław Wieczorek Krzysztof Wieczorek | Janusz Darocha Zbigniew Chrząszcz    | Ryszard Michalski Włodzimierz Skalik |
| II - 1996 - ?                      | Wacław Wieczorek Krzysztof Wieczorek | Janusz Darocha Zbigniew Chrząszcz    | František Cihlář Petr Toužimský      |
| III - 1998 - Kraków                | Ryszard Michalski Włodzimierz Skalik | Wacław Wieczorek Krzysztof Wieczorek | Jan Gruszecki Jerzy Markiewicz       |
| IV - 2000 - Dubnica                | Joël Tremblet Jose Bertanier         | Jerzy Markiewicz Sławomir Własiuk    | Nathalie Strube Patrick Sicard       |
| V - 2002 - Praga                   | Petr Opat Luboš Hájek                | Janusz Darocha Zbigniew Chrząszcz    | Wacław Wieczorek Dariusz Zawłocki    |
| VI - 2005 - Dubnica                | Michał Wieczorek Wacław Wieczorek    | Janusz Darocha Zbigniew Chrząszcz    | Michał Bartler Dariusz Zawłocki      |
| VII - 2009 - Castellón de la Plana | Julien Cherioux David Le Gentil      | Wacław Wieczorek Bolesław Radomski   | Janusz Darocha Zbigniew Chrząszcz    |
| VIII - 2011 - Dunakeszi            | Janusz Darocha Zbigniew Chrząszcz    | Jiří Filip Michal Filip              | Michał Wieczorek Michał Osowski      |
| IX - 2013 - Dubnica                | Julien Cherioux David Le Gentil      | Petr Opat Jan Havlik                 | Michał Wieczorek Marcin Wieczorek    |

### Drużynowo
| Rok i miejsce                      | Zwycięzca                                                                           | 2. miejsce                                                                     | 3. miejsce                                                                         |
| ---------------------------------- | ----------------------------------------------------------------------------------- | ------------------------------------------------------------------------------ | ---------------------------------------------------------------------------------- |
| I - 1994 - ?                       | Polska                                                                              |                                                                                |                                                                                    |
| II - 1996 - ?                      | Polska                                                                              |                                                                                |                                                                                    |
| III - 1998 - Kraków                | Polska                                                                              |                                                                                |                                                                                    |
| IV - 2000 - Dubnica                |                                                                                     |                                                                                |                                                                                    |
| V - 2002 - ?                       | Polska                                                                              |                                                                                |                                                                                    |
| VI - 2005 - Dubnica                | Polska                                                                              | Francja                                                                        | Czechy                                                                             |
| VII - 2009 - Castellón de la Plana | Polska · Janusz Darocha · Zbigniew Chrząszcz · Wacław Wieczorek · Bolesław Radomski | Francja · Julien Cheroix · David Le Gentil · Olivier Riviere · Philippe Muller | Hiszpania · Roberto Blanco · David Mas · Carlos Eugui · Gorka Imizcoz              |
| VIII - 2011 - Dunakeszi            | Polska · Janusz Darocha · Zbigniew Chrząszcz · Michał Wieczorek · Michał Osowski    | Czechy · Jiří Filip · Michal Filip · Jiří Jakeš · Jiří Kadlec                  | Francja · Julien Cheroix · David Le Gentil · Sebastien Richard · Francois Hatrisse |
| IX - 2013 - Dubnica                | Polska                                                                              | Czechy                                                                         | Francja                                                                            |